# Pelle Almqvist
Pour les articles homonymes, voir Almqvist.
 (octobre 2012).
Si vous disposez d'ouvrages ou d'articles de référence ou si vous connaissez des sites web de qualité traitant du thème abordé ici, merci de compléter l'article en donnant les références utiles à sa vérifiabilité et en les liant à la section « Notes et références ».
Per « Pelle » Almqvist, aussi connu sous le nom de Howlin' Pelle Almqvist, né le 29 mai 1978 à Fagersta, en Suède, est un chanteur suédois.

## Biographie
Il est le leader du groupe suédois The Hives, qu'il a créé en 1993 avec son frère Nicholaus Arson.
Le groupe a été repéré, selon la biographie du groupe, par le promoteur/manageur/compositeur Randy Fitzsimmons (qui semblerait être un personnage inventé par le groupe lui-même). Tous les membres du groupe proviennent de Fagersta, petite ville de 11 000 habitants.
Son jeu de scène est extravagant et son égo volontairement surdimensionné lors de ses performances scéniques.
Le groupe a été élu meilleur groupe live du monde par le magazine Spin Magazine, qui a également placé Pelle comme étant l'un des 50 meilleurs frontmen de tous les temps. Ses concerts lui ont déjà valu plusieurs séjours à l’hôpital. Il a notamment souffert d'une commotion cérébrale à la suite d'un saut lors d'un concert en Suisse le 13 août 2011. 
On le compare régulièrement à Iggy Pop, ou encore à Mick Jagger.[réf. nécessaire]
Almqvist était le compagnon de Maria Andersson (chanteuse de Sahara Hotnights) jusqu'à fin 2006.